# Observatorij Dengfeng
Astronomski observatorij Gaočeng, znan tudi kot observatorij Dengfeng, je observatorij v svetišču vojvode Džouja, mestu Gaočeng, blizu Dengfenga v provinci Henan na Kitajskem. To mesto ima dolgo tradicijo astronomskih opazovanj, od časa Zahodnega Džova do zgodnje dinastije Juan. Obstaja tudi gnomon, ki se je uporabljal za koledar Da Jan leta 729 n. št., in veliki observatorij dinastije Juan. Kot del Zgodovinskih spomenikov Dengfenga v Centru Nebes in Zemlje je bil observatorij leta 2010 uvrščen na seznam svetovne dediščine UNESCO.

## Zgodovina

### Zahodni Džov
Domneva se, da je vojvoda Džov (ok. 1042 pr. n. št.) na tem mestu postavil Cejingtai (observatorij za merjenje sence ali gnomon) za opazovanje Sonca, saj je verjel, da je to območje središče neba in zemlje. Njegovo zanimanje za matematiko, astronomijo/astrologijo je opisano v Džoubi Suandžing.

### Dinastija Tang
Astronom Ji Šing (683–727) iz dinastije Tang je zgradil 20 standardiziranih gnomonov, razporejenih po Kitajski, da bi meril časovno enačbo, odvisno od geografske lokacije. Po predlogu Liu DŽuoja iz leta 604 n. št. je bilo 10 od teh poravnanih vzdolž poldnevnika 114° vzhodno od Greenwicha od Srednje Azije do Vietnama, da bi določili obseg Zemlje in odstopanja od popolne krogle. Eden od teh 10 observatorijev je bil v Gaočengu. Opazovanja so bila uporabljena za vzpostavitev koledarja Da Jan.
Južno od observatorija, v templju, posvečenem Džou Gongu, je mogoče najti Šiguijev grafikon, ki ga je izdelal Ji Šing. Po DŽou Liju (Obredi DŽouja) je to mesto središče Zemlje.

### Dinastija Juan
Veliki observatorij je bil zgrajen leta 1276 v zgodnji dinastiji Juan po ukazu Kublajkana, zasnovala pa sta ga astronoma Guo Šoudžing (1231–ok. 1215) in Vang Šun (1235–1281) za opazovanje gibanja sonca in zvezd ter za beleženje časa.
Zgrajen je bil iz kamnov in opeke. Ima dva dela: telo in šigui (imenovan tudi ravnilo za merjenje neba). Sam je visok 9,46 metra, če vključimo še dve omarici na vrhu, pa 12,62 metra. Nekoliko nekonvencionalen gnomon je palica, nameščena vodoravno med obema omaricama. Šigui, ki se razteza proti skrajnemu severu, je dolg 31,19 metra in širok 0,53 metra. Sestavljen je iz 36 kvadratnih kamnov z dvema vzporednima vodnima potema za preverjanje njegove ravnosti. Položaj šiguija je v skladu s smerjo, ki jo danes ubiramo za merjenje poldnevnika. Med merjenjem se čez utore položi žarek. Džingfu (instrument z veliko luknjami) na vodnih poteh se uporablja za merjenje sence, katere natančnost je znotraj 2 milimetrov. Ob zimskem solsticiju je dolžina sence opoldne skoraj tako dolga kot šigui.
Zelo natančna opazovanja so služila za nov koledar Šouši (koledar letnih časov) iz leta 1281, ki je bil v uporabi 364 let. Bil je daleč najnaprednejši koledar za svoj čas; dolžina tropskega leta je bila določena na 365 dni 5 ur 49 minut 20 sekund, kar je vrednost, ki je v skladu z vrednostjo gregorijanskega koledarja, vendar pridobljena 300 let prej.
Leta 1787 je Pierre-Simon Laplace s temi meritvami preveril svoje izračune o sekularnih spremembah nagnjenosti ekliptike in ekscentričnosti Zemljine orbite.
Je prvi v seriji 27 observatorijev, zgrajenih v zgodnji dinastiji Juan.
Kublajkanov brat, Ilkhan Hulegu, je že leta 1259 zgradil observatorij Rasad-e-Kan v severnem Iranu za astronoma Nasīrja ad-Dīna al-Tūsīja, kjer so delali tudi kitajski astronomi.

## galerija
- Shema opazovanj na šigui